# Police Academy 4: Citizens on Patrol
Police Academy 4: Citizens on Patrol (titulada Loca academia de policía 4: Los ciudadanos se defienden o Loca academia de policía 4: Ciudanos por el Orden y la Paz) es una película de comedia estadounidense de 1987 dirigida por Jim Drake y escrita por Gene Quintano. La producción es la cuarta secuela de la saga de Loca academia de policía.
Los [ya] agentes de Eric Lassard se disponen a entrenar a un grupo de civiles en un programa de protección ciudadana para ofrecer una imagen de cercanía. La mayor parte de los actores que aparecieron en las tres primeras reaparecen interpretando a sus propios personajes, salvo Art Metrano, el cual en un principio estaba pensado en interpretar al Cp. Mauser como ya hiciera en la segunda y tercera película, pero tras sufrir un percance pidió que le reemplazaran volviendo G. W. Bailey como Ct. Harris. 
Esta es la última entrega en la que Steve Guttenberg aparece como Carey Mahoney. También incluye cameos por parte [entonces jóvenes] de David Spade y el monopatinista profesional Tony Hawk aparte de Sharon Stone.

## Argumento
Ante la insatisfacción ciudadana respecto a los policías, el Comandante Eric Lassard (George Gaynes) decide iniciar un programa pionero llamado "C.O.P." (acrónimo de Ciudadanos por el Orden y la Paz) en el que ofrece a la población civil la oportunidad de ayudar a la policía en la prevención de delitos. La idea cuenta con el apoyo de los que en su día fueron sus cadetes (ahora sargentos en activo) siendo Mahoney, HighTower, Jones, Tackleberry, Hooks y la Teniente Callahan. (Steve Guttenberg, Bubba Smith, Michael Winslow, David Graf, Marion Ramsey y Leslie Easterbrook además de los agentes Sweetchuck y Zed (Tim Kazurinsky y Bobcat Goldthwait). Sin embargo el Capitán Harris y el Teniente Proctor (G. W. Bailey y Lance Kinsey) se oponen al plan de Lassard, puesto que los civiles podrían entorpecer la labor policial. No obstante el programa resulta tener un éxito relativo y se apunta un variopinto grupo de ciudadanos: Thomas Conklin (Tab Thacker), Lois Feldman (Billie Bird) una mujer anciana con gustos idénticos a los de Tackleberry y dos jóvenes delincuentes: Kyle y Arnie (David Spade y Brian Backer) a los que Mahoney ayuda a evitar la cárcel a cambio de que se inscriban en el COP para malestar de Harris tras los problemas que tienen que aguantar por sus actos de gamberrismo y vandalismo en ocasiones con resultados cómicos y un tanto cuanto dispares.
Debido a que Lassard debe asistir a una conferencia internacional en Londres, Harris es puesto al mando del entrenamiento y supervisión del programa aunque sus intenciones sean otras, no obstante el trabajo de los voluntarios resulta ser óptimo. Al mismo tiempo Zed parece enamorarse de Laura (Corinne Bohrer) una fotorreportera que cubre los entrenamientos, sin embargo es humillado por Harris, del cual acaba vengándose al cambiarle el desodorante por gas pimienta mientras estaba duchándose. Sin embargo las bromas contra su capitán no cesan puesto que Mahoney y Jones con la ayuda de Claire Mattson (Sharon Stone) le pegan con cola adhesiva el megáfono a su boca así como también Hooks y uno de los voluntarios deciden cambiarle el tanque de oxígeno por uno de Helio(provocándole un cambio de voz divertido para todos.) justo en el momento de una demostración de salvamento para proveer el primer gas mencionado. Aun así Harris no es la única víctima, puesto que Conklin, Kyle y Arnie se creen preparados para entrar en acción, incluso siendo arrogantes ante los Agentes Sweetchuck y Zed, mismo que los reprende a los 3 con un grito fuerte que incluso cuartea las Gafas de Sweetchuck, notando esto Los Sargentos Mahoney, Jones, Tackleberry y Hightower simulan tener que ir a por dos peligrosos criminales de los que supuestamente uno muere en el tiroteo, no siendo así cuando los tres voluntarios que deben escoltar al sospechoso con vida descubren que de la alfombra en la que permanece el "cadáver", Tackleberry aparece parodiando a Jason Voorhees provocando que los jóvenes Huyan despavoridos y por decirlo así darles una lección definitiva.
Por otra parte, los temores de Harris se confirman cuando algunos de los miembros del COP se involucran demasiado y echan a perder una operación policial encubierta por lo que el programa de Lassard queda suspendido. Sin embargo, la situación empeora cuando Proctor mete la pata al dejarse engañar por un preso (Randall "Tex" Cobb), el cual le convence para jugar a Simón dice con el objetivo de que otro preso le quite el arma y le obligue a abrir las celdas. Tras organizar un motín el que encierran a Harris y los invitados por Lassard a visitar las instalaciones, los miembros del COP y los hombres de Lassard inician una persecución para detener a todos los criminales(en ese momento el agente Nogata se reencuentra con la Sargento Callahan quien lo extrañaba y aun con entrenamiento extraño ambos se juntaron picaramente, no obstante el deber inmediato llamó y junto con Jones neutralizan a un grupo de Ninjas en un yate, mismo que detienen los 3 elementos con éxito), incluyendo por aire cuando uno de los internos pretenden escapar en un globo aerostático y otros más en avionetas especiales para acrobacias. Entre los agentes encargados de detener a los malhechores se encuentran el propio Harris y Proctor, el cual dispara por accidente el globo cayendo al río por lo que tienen que ser rescatados por Conklin, Kyle y Arnie de morir ahogados e incluso de caer a una catarata.(resultando un rescate exitoso e irónico puesto que Harris los detestaba).
En el preludio final Mahoney y Claire paralelamente van en busca de los demás Malhechores en otra avioneta junto a SweetChuck, Zed y Tackleberry quienes logran posicionarse sobre uno de los globos aerostaticos, mismo que Tackleberry toma por asalto exitosamente al dejarse caer sobre el neutralizando a los 2 hampones que iban a bordo, mientras Mahoney hace lo propio al irrumpir y atracar en el avión del otro grupo de Maleantes, quienes a final de cuentas se rinden al ver que no tenían escapatoria, en tanto Sweetchuck y Zed se lanzan en caída libre para escapar del otro aeroplano fuera de control al no saber quien estaba al mando por lo que al tener paracaídas logran librarla sin contratiempo alguno, aunque un poco desaliñados. Finalmente el Comandante Lassard agradece de nueva cuenta a sus elementos el haber demostrado que su programa no solo fue un éxito inusitado si no también una estrategia exitosa para poder neutralizar incidentes como el que acababa de ocurrir incluso tomado en cuenta por los asistentes e invitados del Comandante, así todos aplaudieron incluso Harris y Proctor de manera Hipócrita y que todo ello se lo debía a Mahoney, quien fue mencionado pero al no encontrarse entre el público da la sorpresa de que parte en otro globo con el logotipo de la academia y ahora junto a Claire brindan con Champagne por la misma.

## Reparto
| Actor                                                                                 | Personaje               |
| ------------------------------------------------------------------------------------- | ----------------------- |
| Steve Guttenberg                                                                      | Sgt. Carey Mahoney      |
| Bubba Smith                                                                           | Sgt. Moses Hightower    |
| Michael Winslow                                                                       | Sgt. Larvell Jones      |
| David Graf                                                                            | Sgt. Eugene Tackleberry |
| Tim Kazurinsky                                                                        | Agente Sweetchuck       |
| Leslie Easterbrook                                                                    | Tte. Debbie Callaghan   |
| Marion Ramsey                                                                         | Sgt. Laverne Hooks      |
| Brian Tochi                                                                           | Agente Tomoko Nogata    |
| Lance Kinsey                                                                          | Tte. Proctor            |
| G. W. Bailey                                                                          | Cp. Thaddeus Harris     |
| George Gaynes                                                                         | Cte. Eric Lassard       |
| George R. Robertson                                                                   | Jefe Henry Hurst        |
| Bobcat Goldthwait                                                                     | Agente Zed              |
| Scott Thomson                                                                         | Sgt. Chad Copeland      |
| Derek McGrath                                                                         | Butterworth             |
| Billie Bird                                                                           | Sra. Lois Feldman       |
| David Spade                                                                           | Kyle Ault               |
| Brian Backer                                                                          | Arnie                   |
| Tab Thacker                                                                           | Tommy "House" Conklin   |
| Corinne Bohrer                                                                        | Laura                   |
| Sharon Stone                                                                          | Claire Mattson          |
| Randall "Tex" Cobb.                                                                   |                         |
| Steve Caballero, Chris Miller, Tommy Guerrero, Lance Mountain, Mike McGill, Tony Hawk | los Monopatinistas.     |

## Doblaje
| Actor               | Personaje               | Doblaje España      |
| ------------------- | ----------------------- | ------------------- |
| Steve Guttenberg    | Sgt. Carey Mahoney      | Eduardo Jover       |
| Bubba Smith         | Sgt. Moses Hightower    | Juan Antonio Gálvez |
| Michael Winslow     | Sgt. Larvell Jones      | Alfonso Laguna      |
| David Graf          | Sgt. Eugene Tackleberry | Miguel Zúñiga       |
| Leslie Easterbrook  | Tte. Debbie Callaghan   | María José Alfonso  |
| Marion Ramsey       | Sgt. Laverne Hooks      | Valle Acebrón       |
| Brian Tochi         | Agente Tomoko Nogata    | Salvador Aldeguer   |
| Lance Kinsey        | Sargento Proctor        | Carlos del Pino     |
| G. W. Bailey        | Cp. Thaddeus Harris     | Juan Logar          |
| George Gaynes       | Cte. Eric Lassard       | Francisco Arenzana  |
| George R. Robertson | Jefe Henry Hurst        | Francis Dumont      |
| Bobcat Goldthwait   | Zed                     | Miguel Ayones       |
| Scott Thomson       | Chad Copeland           | David Rocha         |
| David McGrath       | Butterworth             | Eduardo Moreno      |
| Billie Bird         | Sra. Lois Feldman       | Celia Honrubia      |
| David Spade         | Kyle Ault               | Lorenzo Beteta      |
| Brian Backer        | Arnie                   | Ángel Egido         |
| Corinne Bohrer      | Laura                   | Amparo Valencia     |
| Sharon Stone        | Claire Mattson          | María Jesús Nieto   |
| Randall "Tex" Cobb  | Zack                    | Luis Carrillo       |